# Yaoundea semela
Yaoundea semela är en insektsart som beskrevs av Rauno E. Linnavuori 1979. Yaoundea semela ingår i släktet Yaoundea och familjen dvärgstritar. Utöver nominatformen finns också underarten Y. s. danae.